# 英属南非警察
英属南非警察是罗得西亚（1980年更名为津巴布韦）的警察部队。于1889年由塞西尔·罗兹的不列颠南非公司组建，是一支由骑兵组成的准军事部队。它的原名为不列颠南非公司警察。最初由公司直接管理，1896年开始独立运作，此后名称中删除了“公司”一词。其后，作为罗得西亚正规警察部队，保留了其名字。1980年4月，津巴布韦成立后不久，被津巴布韦共和国警察取代。
虽说其职责为执法，但由於警察和军队之间的界限十分模糊，因而在1954年之前，英属南非警察既为警察又作为正规军接受兵役训练。英属南非警察在一战和二战期间担任军队角色，并且还參與了1960年代和1970年代的罗得西亚丛林战争。
罗得西亚丛林战争期间，英属南非警察运营着几支反游击队单位，其中最突出的是反恐警察部队，该部队追踪并与共产党游击队作战；反游击队的支援部队是一支野战警察部队，因其鞋子的颜色得其昵称“黑靴”；还组建了罗德西亚土著跟踪（追踪）部队，主由罗得西亚黑人组成。
1980年，英属南非警察规模约有46,000人，其中11,000名职员（约60%为黑人），其余为预备役人员（大部分为白人）。其军衔结构独特，黑人和白人军官的资历各不相同。直到1979年，黑人军官的级别不能超过副巡官，而现役军官则全都是白人。1979年，对黑人的限制被取消。其后则在罗伯特·穆加贝的领导下，津巴布韦共和国警察立即采取了一项政策：高级白人被强迫尽早退休，并终由黑人警官取代。